# Anatolij Didenko
Anatolij Oleksandrovyč Didenko (in ucraino Анатолій Олександрович Діденко?; Mykolaïv, 9 giugno 1982) è un ex calciatore ucraino, di ruolo attaccante.